# Воронцово (Себежский район)
Воронцо́во — опустевшая нежилая деревня в Себежском районе Псковской области России. Входит в состав городского поселения Идрица. Фактически урочище.

## География
Находится на юго-западе региона, в  северо-восточной части  района, в лесной заболоченной местности.
Уличная сеть не развита.

## История
В  1802—1924 годах земли поселения Воронцова входили в Себежский уезд Витебской губернии.
В 1941—1944 гг. местность находилась под фашистской оккупацией войсками Гитлеровской Германии.
До 1995 года деревня входила в Максютинский сельсовет.  Постановлением Псковского областного Собрания депутатов от 26 января 1995 года все сельсоветы в Псковской области были переименованы в волости и деревня стала частью Максютинской волости.
В 2015 году Максютинская волость, вместе с Воронцово и другими населёнными пунктами, была влита в состав городского поселения Идрица.

## Население
| 2001 | 2002 | 2010 |
| ---- | ---- | ---- |
| 2    | ↘0   | →0   |

## Инфраструктура
Было личное подсобное хозяйство.

## Транспорт
Деревня доступна по лесной дороге.